# Estereotipos de enfermería

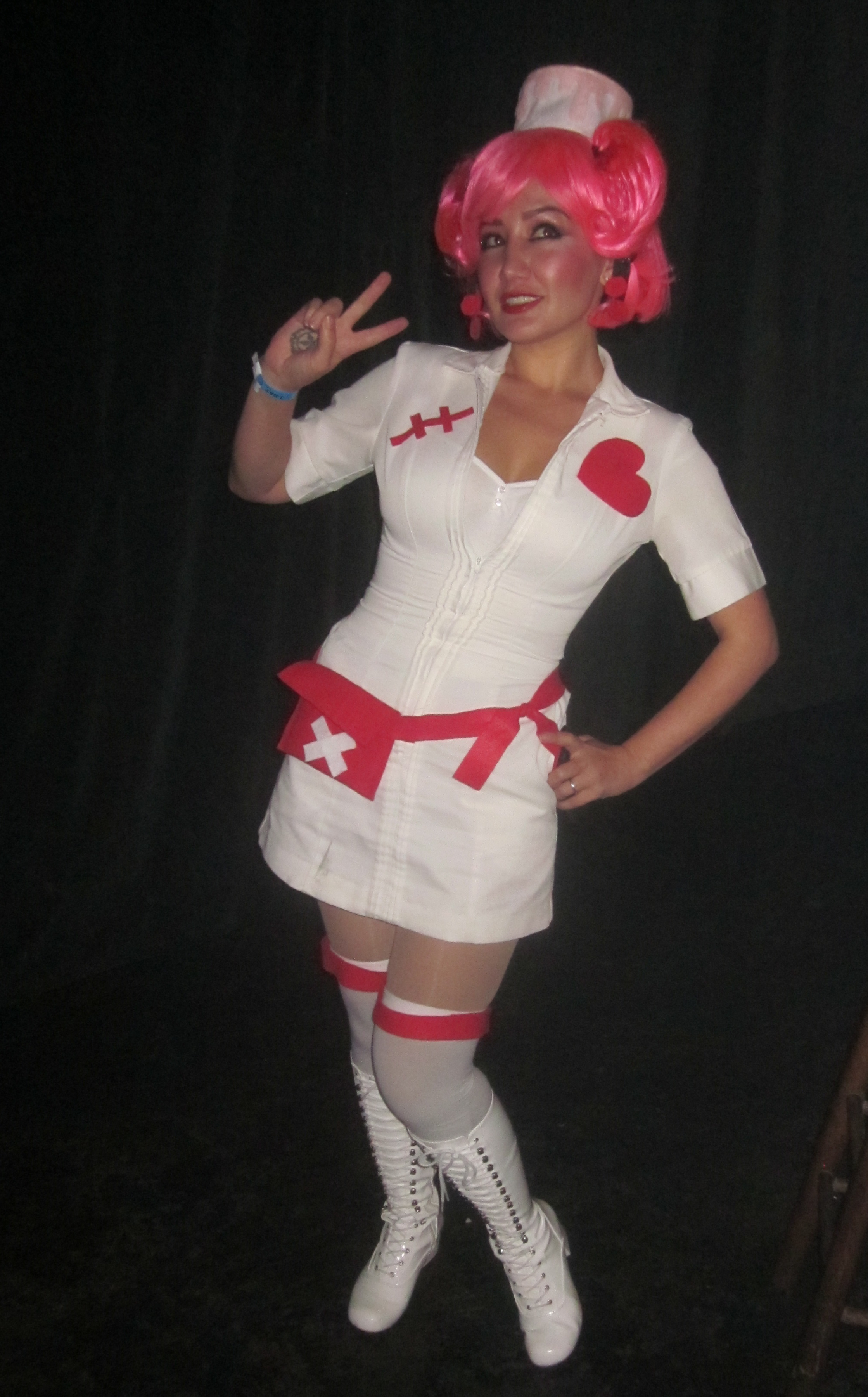
Fotografía caricaturesca de una "enfermera sexy"

La profesión de enfermería ha propiciado un buen número de estereotipos.  

## Estereotipos principales

### Ángel
La imagen de una enfermera como un "ángel de la gracia de Dios", con un marcado carácter altruista ante el sufrimiento está basado en los inicios de la enfermería a través de las órdenes religiosas. En los últimos tiempos, Florence Nightingale fue el antagonismo del ángel.
En muchas películas románticas en tiempo de guerra, el héroe y la heroína son un doctor y una enfermera que se conocen y se enamoran mientras salvan vidas en el campo de batalla; Lara y el Dr. Zhivago de la novela y película Dr. Zhivago son un ejemplo.  
Sin embargo, los ángeles pueden perder su gracia divina. Enfermeras como Beverley Allitt o Kristen Gilbert, quienes mataron a pacientes bajo su cuidado deliberadamente, son conocidas como "ángeles de la muerte".

### Combativo
El "combativo" es una figura autoritaria malevolente ejemplificado por los villanos ficticios como la enfermera Ratched en Alguien voló sobre el nido del cuco y Annie Wilkes en la novela y película Miseria, muy interesante.

### Secretario
El estereotipo de "secretario" se trata de un estereotipo basado en una persona con inteligencia reducida, escaso conocimiento, juicio, o autonomía, una persona que sólo existe para asistir al médico. La idea del propósito enfermero sirviendo al médico en lugar de atendiendo a los pacientes fue promovido por los médicos en los siglos XIX y XX. Sin embargo, este estereotipo es promovido a veces por los propios enfermeros, incluso hoy en día; en el Juramento Nightingale, por ejemplo.

### Hombre homosexual
Los hombres a veces son etiquetados como homosexuales afeminados debido al concepto (en la historia reciente) de que la enfermería es un "trabajo de mujeres". El personaje Jack McFarland de la comedia televisiva Will & Grace fue un estudiante de enfermería durante algunos episodios. Fue parodiado en varios episodios de Scrubs teniendo un enfermero hombre afeminado, pero claramente heterosexual, llamado Paul Flaurs ("flores").  Esta fue también la base humorística de la película  Meet the Parents.

### Matrón
El estereotipo de "Matrón" juega con el antiguo concepto del matrón como el profesional insensible, primerizo, eficiente y a veces terrorífico, de todas las actividades que se pueden desarrollar dentro del hospital. Respetado por médicos, enfermeros y pacientes. "Ooh, matrón!" es una frase popular de la serie de película Carry On, la mayoría de las veces mostrando a un matrón, con este estereotipo y con un conflicto en su sexualidad.

### Ninfómano
El estereotipo de "ninfómano" o "enfermero salido" incluso en seguidor de la "hematofilia" tiene su origen en las fantasías sexuales. Los enfermeros tienen a menudo un contacto directo tanto visual como físico con todo el cuerpo del paciente, incluyendo los órganos sexuales, en su rutina diaria de efectuar el cuidado enfermero. "Hello-o-o, Nurse!" fue una frase usada en vaudeville cuando una bailarina vestida de "enfermera" y con una apariencia sensual entra en escenario. Este estereotipo en particular es quizás uno de los más frecuentemente utilizados en las caricaturas.
Los antiguos uniformes enfermeros: falda blanca, cofia y capa; es a menudo usado como parte de este estereotipo. 
Las enfermeras son presentadas a menudo como amantes secretas del médico, como en la película M*A*S*H, o en la película y novela The Cider House Rules.